# Ireneo Vinciguerra
Ireneo Vinciguerra (Ariano di Puglia, 24 marzo 1887 – Ariano Irpino, 1954) è stato un politico italiano, deputato socialista all'Assemblea Costituente.

## Biografia
Entrato giovanissimo nelle file del Partito Socialista, fu un propagandista. Durante il ventennio mantenne integra e salda la sua coscienza di antifascista: ciò fece dire, nella commemorazione fattane alla Camera, che era "tanto più apprezzabile il suo atteggiamento quanto più difficile era nella piccola cerchia della sua città sottrarsi alla vigilanza e ai ricatti dei servi della tirannia. Preferì la povertà più amara alla servitù. Il suo atteggiamento fu di esempio a molti giovani" . Dopo la caduta del fascismo, il Vinciguerra fu a capo del comitato di liberazione e sindaco di Ariano Irpino.
Fu inoltre eletto deputato alla Costituente per il Partito Socialista Italiano. Dopo un breve periodo durante il quale si schierò con l'ala scissionista socialdemocratica di palazzo Barberini, si riavvicinò al partito d'origine. Morì nel 1954 all'età di 67 anni.
Nel 2007 l'amministrazione comunale di Ariano Irpino intitolò a Vinciguerra il tratto finale del corso principale del paese, ossia quella strada compresa tra l'auditorium comunale e il palazzo degli uffici, in continuazione alla via dedicata al senatore Rodolfo d'Afflitto (il massimo esponente politico cittadino nell'Ottocento, vicepresidente del Senato Regio).